# 呼蘭路駅
呼蘭路駅（こらんろ-えき）は、中華人民共和国上海市宝山区共和新路に位置する上海軌道交通1号線の駅。

## 駅構造
- 相対式ホーム2面2線の高架駅。

## 歴史
- 2004年12月28日 - 開業。

## 隣の駅
■上海軌道交通1号線
通河新村駅 - 呼蘭路駅 - 共富新村駅